# NGC 3127
NGC 3127 (również PGC 29357) – galaktyka spiralna (Sb), znajdująca się w gwiazdozbiorze Hydry. Odkrył ją 1 stycznia 1886 roku Francis Leavenworth.